# Viking Malt Panevėžys
Maillots
Viking Malt Panevėžys est un club de handball lituanien basé à Panevėžys, évoluant au plus haut niveau dans son championnat.

## Palmarès
- Championnat de Lituanie (2) : 2006, 2007